# Hannes Wader

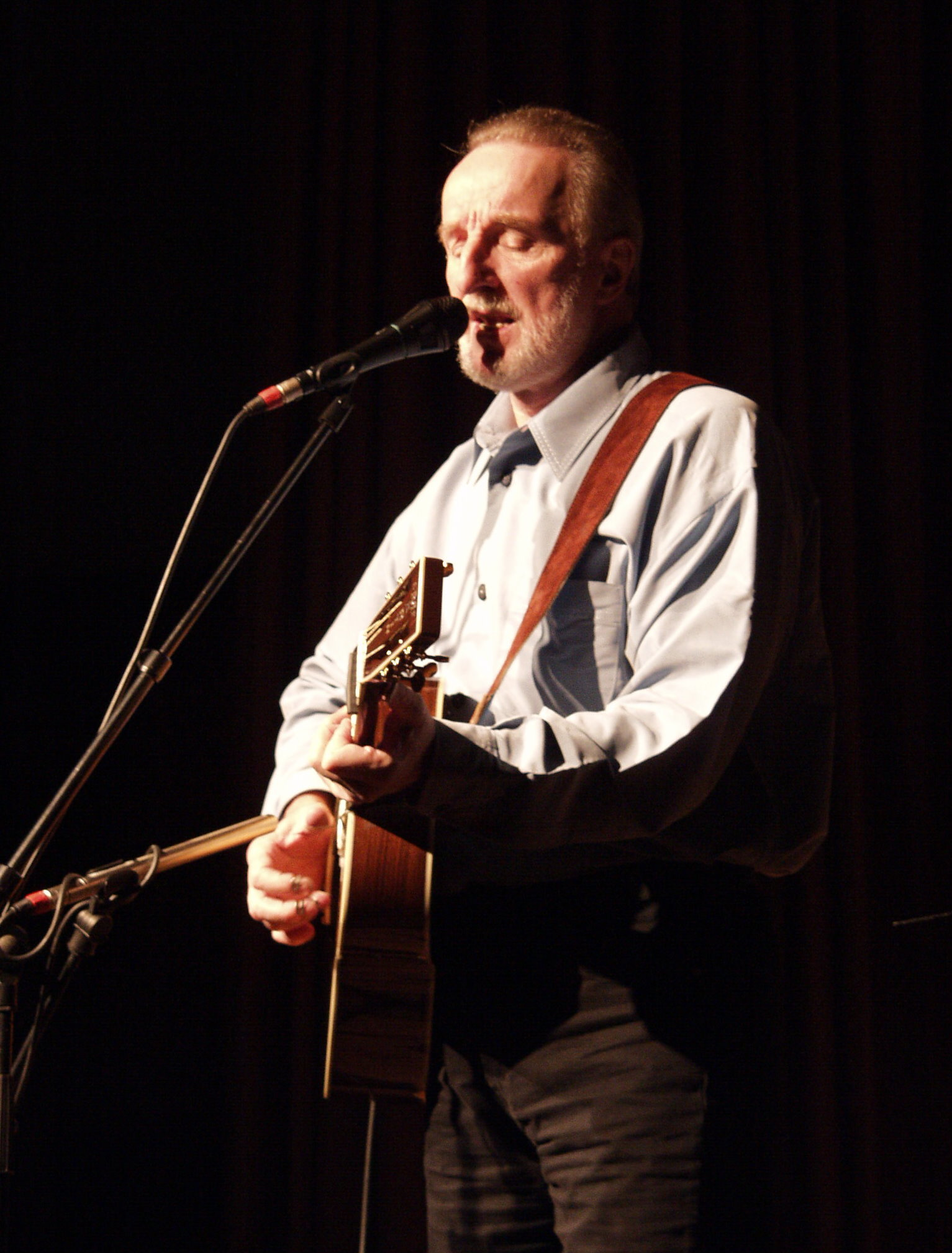
Hannes Wader (2005)

Hans Eckard „Hannes“ Wader (* 23. Juni 1942 in Gadderbaum) ist ein deutscher Musiker und Liedermacher.
Zunächst bekannt geworden als sozialkritischer Chansonnier, der Einfluss auf die Studentenbewegung ausübte, wandte er sich später dem traditionellen deutschen und plattdeutschen Liedgut zu. Seit Ende der 1970er Jahre engagierte er sich verstärkt als DKP-Mitglied und trat auf zahlreichen politischen Veranstaltungen auf. Arbeiterlieder und sozialistische Hymnen machten damals einen wichtigen Teil seines Repertoires aus. Seit den 1990er Jahren interpretierte Wader verstärkt Werke von Dichtern früherer Epochen wie Joseph von Eichendorff und dem schwedischen Dichter und Komponisten Carl Michael Bellman.
Ursprünglich war Wader vom französischen Chansonnier Georges Brassens und von Bob Dylan beeinflusst. Seine lyrischen Texte sind meist mit eigenen Kompositionen unterlegt und oft autobiografisch geprägt. Einige Vertonungen Waders wurden Volkslieder und finden sich in einschlägigen Publikationen wie der Mundorgel. Bekannte Lieder sind unter anderem Heute hier, morgen dort, Es ist an der Zeit und Gut wieder hier zu sein.

## Leben und Werk

### Kindheit und Jugend
Hannes Wader wurde 1942 im Ortsteil Bethel der damaligen Gemeinde Gadderbaum – heute zu Bielefeld gehörend – als Sohn eines Landarbeiters und einer Putzfrau geboren. Er wuchs in Hoberge-Uerentrup in einfachen Verhältnissen mit zwei älteren Schwestern auf.
Nach dem Schulabschluss begann Wader eine dreijährige Lehre als Dekorateur in einem Schuhgeschäft und arbeitete anschließend noch drei Jahre in diesem Beruf. Während dieser Zeit lernte er Mandoline und Gitarre spielen. 1957 starb sein Vater im 55. Lebensjahr. Nach eigenen Angaben hatte Wader nie Freude an seinem Beruf. Er wurde mit der Zeit immer nachlässiger, und 1962 entließ ihn sein Chef schließlich wegen „Unfähigkeit, Streitsucht und Musizierens während der Arbeitszeit“. Wader hatte ihm im Streit „ein paar Schuhe vor den Wanst“ geworfen.

### Beginn der Liedermacherlaufbahn
Während seiner Lehrzeit unternahm Wader erste Schritte als Musiker. Er interessierte sich für Jazz, spielte Klarinette und Saxophon. Nach seiner Kündigung 1962 spielte er in verschiedenen Jazzkapellen und trat als Klarinettist und Saxophonist in Bars und Lokalen auf. Im selben Jahr lernte er eine Modegrafik-Studentin kennen, was ihn dazu bewog, ein Grafikstudium an der Werkkunstschule in Bielefeld zu beginnen. Er begann wieder zu zeichnen, bewarb sich für ein Studium und wurde angenommen.
Er studierte drei Semester, bekam Ärger mit Dozenten und entschloss sich, Bielefeld zu verlassen. Mit einer Mappe unter dem Arm reiste er per Anhalter nach West-Berlin, um sich an der Akademie für Graphik, Druck und Werbung, der heutigen Universität der Künste, anzumelden, wo er auch angenommen wurde. Während dieser Zeit (1962/63) hörte Wader zum ersten Mal Georges Brassens und war „ungeheuer fasziniert“. An dessen Bandbreite von Zynismus bis Zärtlichkeit – musikalisch nur sparsam unterlegt, aber ausgefeilt – orientierte sich Wader in seinen ersten Gehversuchen als Liedermacher. Er begann, selbst zu singen, Gitarre zu spielen und eigene Lieder zu schreiben. Das Loch unterm Dach war sein erstes Stück.
Wader führte zunächst sein Studium fort, weiterhin in der Absicht, Grafiker zu werden. Er hörte zum ersten Mal vom Festival Chanson Folklore International auf der Burg Waldeck. Dort, wo auch die in der West-Berliner Folkszene aktiven Reinhard Mey, Schobert und Black und Ingo Insterburg ihre Karriere begonnen hatten, hatte er Pfingsten 1966 selbst seinen ersten großen Auftritt, der ihn bekannt machte.
Anfang 1967 brach er sein Grafikstudium ab und wurde von Hans A. Nikel, dem damaligen Herausgeber des Satiremagazins Pardon, für ein Dreivierteljahr als Layouter engagiert. Schnell begann Wader in der bereits lebendigen Liedermacherszene West-Berlins Fuß zu fassen. Er stand jeden Abend auf bis zu fünf Bühnen. In der Folgezeit tourte er mit Reinhard Mey durch Kneipen und Clubs. Da ihr Repertoire noch recht klein war, übersetzten sie einige Lieder ins Französische und trugen sie zweimal vor, um den Abend füllen zu können.

### Erstes Album
1968 war Wader mit 26 Jahren ein fester Bestandteil der sich in West-Berlin entwickelnden Folkszene, jedoch scheiterten seine Versuche, einen Schallplattenvertrag zu bekommen. Auf Vermittlung Reinhard Meys kam Wader mit dem Schlagerproduzenten Walter Richter in Kontakt, ebenfalls ohne Ergebnis.
Bei einem Rundfunkauftritt beim Südwestfunk in Baden-Baden lernte Wader den Musiker Knut Kiesewetter kennen, der Gefallen an seinen Liedern fand und mit ihm eine Platte aufnehmen wollte. Es kam 1969 zu der Produktion Hannes Wader singt … im Studio Windrose in Hamburg. Auf dieser Platte befinden sich ausschließlich eigene Stücke. Wader legte bei dieser Aufnahme einen Biss und eine Sozialkritik an den Tag, die auf den folgenden Platten, aber auch späteren Texten regelmäßig wiederkehrten und wohl einen großen Teil seiner musikalischen Identität und Popularität definieren.
Zunächst gelang es Kiesewetter nicht, eine Veröffentlichung zu erreichen. Schließlich erschien die Platte bei Philips, wo er zuvor eine erfolgreiche Witzplatte aufgenommen hatte. Die Androhung, es würde keine zweite Witzplatte geben, wenn er nicht genommen würde, führte schließlich zum Erfolg. Innerhalb weniger Monate wurden mehrere zehntausend Exemplare verkauft, ungewöhnlich für einen Plattenneuling. Wader erhielt danach einen langfristigen Vertrag.

### Die 1970er Jahre: Wader und die Politik
Wader verstand sich anfangs nicht als politischer Liedermacher. Politik war bei ihm wegen seines politisch aktiven Vaters, der wenig Zeit für die Familie hatte, negativ besetzt. Erst nach dem Ende der 68er-Bewegung wandte er sich politischen Themen zu. „Die Frage, die die Journalisten damals in den Sechzigern als Erste stellten, war immer dieselbe: Glauben Sie, dass Sie mit Ihren Liedern die Welt verändern können? Da war meine Antwort zwar immer Nein, aber der Anspruch stand im Raum.“ In den 1970er Jahren wurde Hannes Wader dann durch seine provokanten Texte einer der Stars der links-alternativen Szene.
Wader kam Anfang der 1970er Jahre nach Hamburg. Im Oktober 1971 überließ er seine Wohnung im Stadtteil Poppenbüttel für einige Monate Hella Utesch, einer vermeintlichen NDR-Reporterin. Während dieser Zeit reiste er zum letzten Mal per Anhalter durch Europa, um anschließend mit seiner gerade fertiggestellten und erfolgversprechenden LP 7 Lieder auf Tournee zu gehen. Nach seiner Rückkehr fand er seine Wohnung völlig verwüstet vor. „Hella Utesch“ war der Deckname von Gudrun Ensslin, Mitglied der RAF, die sich Waders Behausung als Hauptquartier eingerichtet und dort Experimente mit Sprengstoff durchgeführt hatte. Bei einem Konzert in Essen wurde Wader verhaftet. Die Staatsanwaltschaft strengte gegen ihn ein Ermittlungsverfahren wegen Unterstützung einer kriminellen Vereinigung an.
Er und seine Freunde wurden in der Folgezeit observiert und abgehört. Die Medien reagierten mit Vorverurteilungen oder weitgehendem Boykott. Dennoch zeichneten sich seine Sängerkollegen, wie zum Beispiel Reinhard Mey, in dieser Zeit durch eine Solidarität aus, ohne die Waders Karriere als Liedermacher beendet gewesen wäre: Bei einem geplanten gemeinsamen Rundfunkauftritt hieß es: „Herr Wader, Sie nicht!“ Seine Kollegen drohten damit, den Auftritt platzen zu lassen, und so kam Wader doch zu seinem Auftritt. Erst nach Jahren wurde das Verfahren eingestellt. Die Eindrücke dieser Zeit verarbeitete er mit 17 Jahren Verzögerung in dem Lied Alptraum, das auf der Nach-Hamburg-LP von 1989 veröffentlicht wurde.

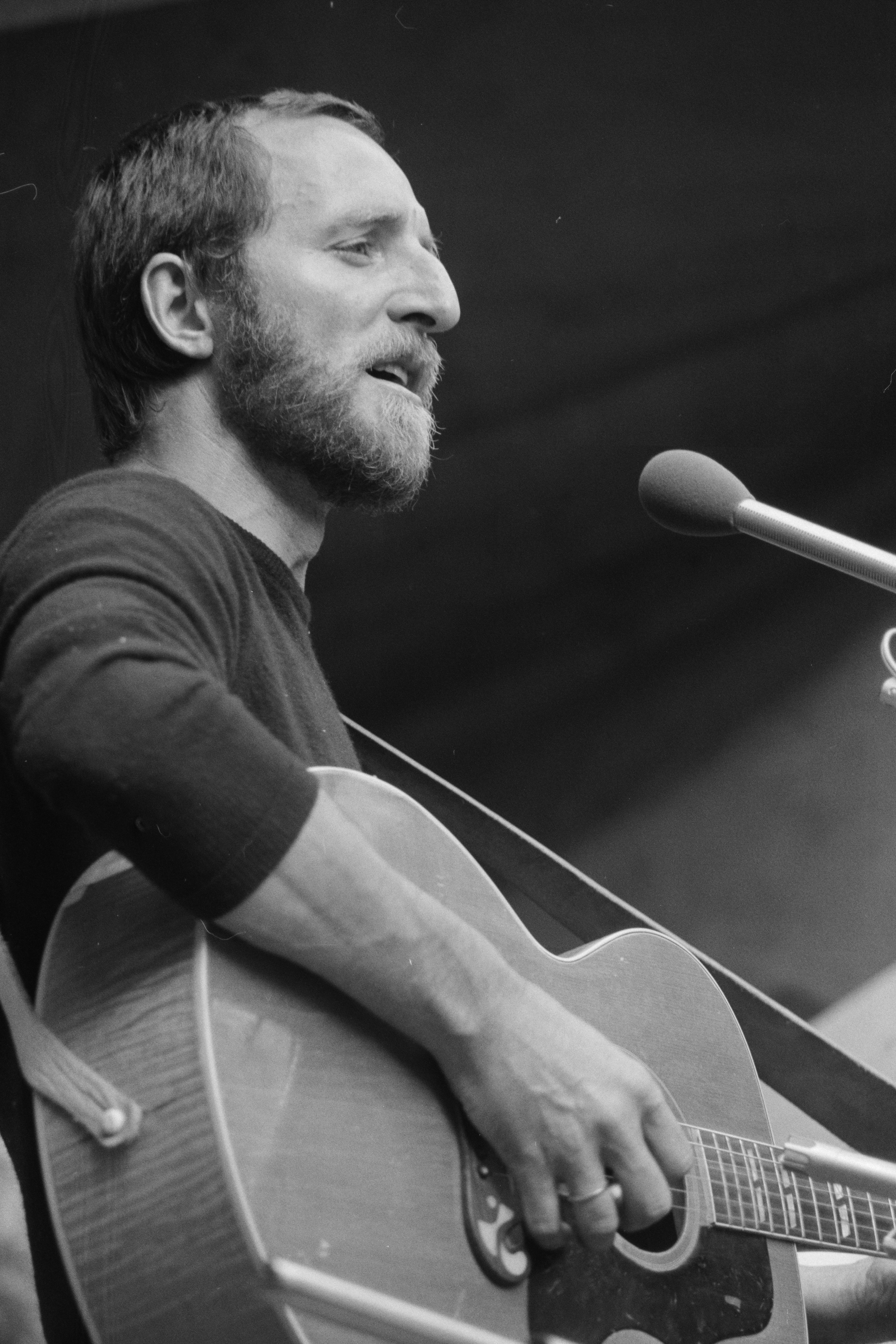
Hannes Wader, 1975

Den Plan, in Hamburg zu bleiben, betrachtete Wader als gescheitert. Er zog 1973 nach Struckum im Kreis Nordfriesland in die von ihm sanierte Windmühle Fortuna, wo auch einige der späteren Alben entstanden und aufgenommen wurden, unter anderem 1978 und 1980 die beiden Produktionen Folk Friends mit Interpreten aus England, Irland, Schottland und den USA. 1974 heiratete er die Schauspielerin Susanne Tremper aus West-Berlin. Kurz darauf nahm sie ein Engagement am Basler Stadttheater an. Das Paar sah sich kaum noch, und die Ehe wurde sechs Jahre später geschieden.
1977 trat er in die Deutsche Kommunistische Partei ein. In den Medien wurden seine Lieder aufgrund des Parteieintritts noch seltener gespielt. Die Wirkung war, dass mit dem Namen des Liedermachers bei der jungen Generation nichts mehr verbunden wurde. Trotzdem trat Wader bei politischen Veranstaltungen in bestreikten Betrieben auf und wurde aktiv in der Friedensbewegung.
Im Interview mit der Frankfurter Allgemeinen Sonntagszeitung sagte Wader 2010 über diese Zeit, dass sein Eintritt in die DKP damals für ihn lebensrettend gewesen sei: „Ich war der Junge vom Lande und auf einmal ein Star. Ich wurde berühmt und reich und total überrollt davon.“ Wegen der Kritik an seinem Parteieintritt nicht mehr in den großen Hallen spielen zu können, empfand er lange später als befreiend: „Ich wollte mich wieder erden, angebunden sein, etwas vertreten. Also bin ich in die DKP, habe morgens um sieben Streiklieder vor den Werktoren gesungen. Das hat mir eine Zeit lang sehr gut gefallen.“

### 1980 bis 2016

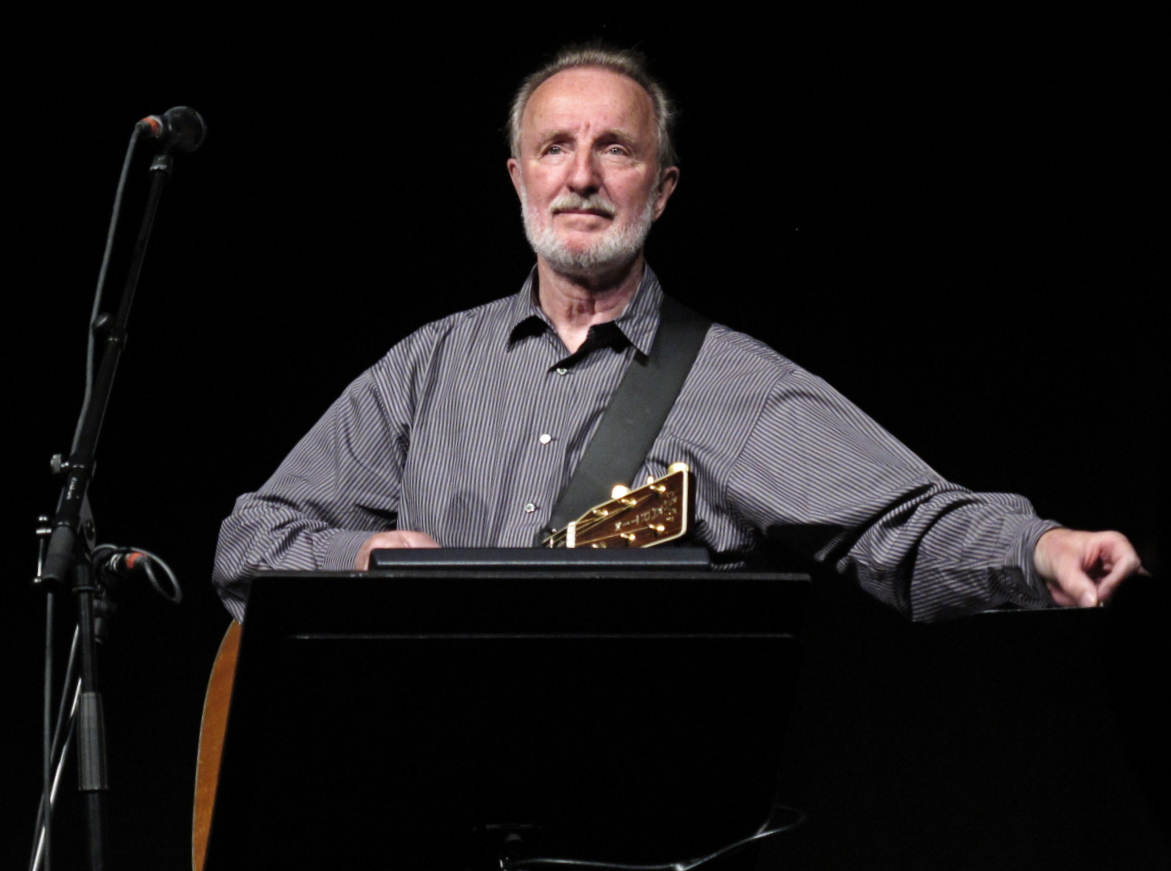
Hannes Wader 2010 in Augsburg

Von 1980 an tourte Wader etwa fünf Jahre im Ensemble mit Lydie Auvray (Akkordeon), Hans Hartmann (Bass) und dem Gitarristen Reinhard Bärenz (1958–2023), mit denen er auch im Studio arbeitete.
Mit dem Erscheinen von Michail Gorbatschow in der Politik bröckelte Waders politische Überzeugung, die laut eigener Auskunft bis dahin „felsenfest“ gewesen war. Das Ende der Sowjetunion setzte dem Liedermacher schwer zu. Seine stark ausgeprägte Leidenschaft zur politischen Aktivität nahm zusehends ab. Seine sozialistische Grundüberzeugung aber blieb erhalten, weil er der Meinung ist, dass sich seit der Wende die Verhältnisse nicht entscheidend verändert haben. Er stürzte sich in die Arbeit für seinen Hamburg-Lieder-Zyklus, der schließlich 1989 auf dem Album Nach Hamburg publiziert wurde. 1991 trat er schließlich aus der DKP aus.
1986 heiratete er die Psychologin Cordula Finck. 1989 wurde ein Sohn, 1995 eine Tochter geboren. 1998 verließ die Familie die Windmühle in Struckum und zog auf einen Resthof im Kreis Steinburg.
2000, 2001 und 2010 gab es Sommertourneen mit Konstantin Wecker. Zum Abschluss dieser Tourneen erschien das Live-Album Was für eine Nacht, das die gemeinsamen Konzerte dokumentiert. Mehrfach trat er bei Songs an einem Sommerabend auf, so in den Jahren 2004, 2006, 2011 und 2014. Zum 60. Geburtstag Waders gab es in seiner Heimatstadt Bielefeld gemeinsam mit Reinhard Mey und Konstantin Wecker ein Konzert, dessen Mitschnitt auf der Doppel-CD Mey, Wader, Wecker – das Konzert veröffentlicht wurde. 2007 nahm er die CD Neue Bekannte auf. Wie der Titel schon sagt, sind darauf 20 bekannte Lieder wie beispielsweise Mit Eva auf dem Eis, Wilde Schwäne und Die Moorsoldaten in neuem Arrangement zu hören.

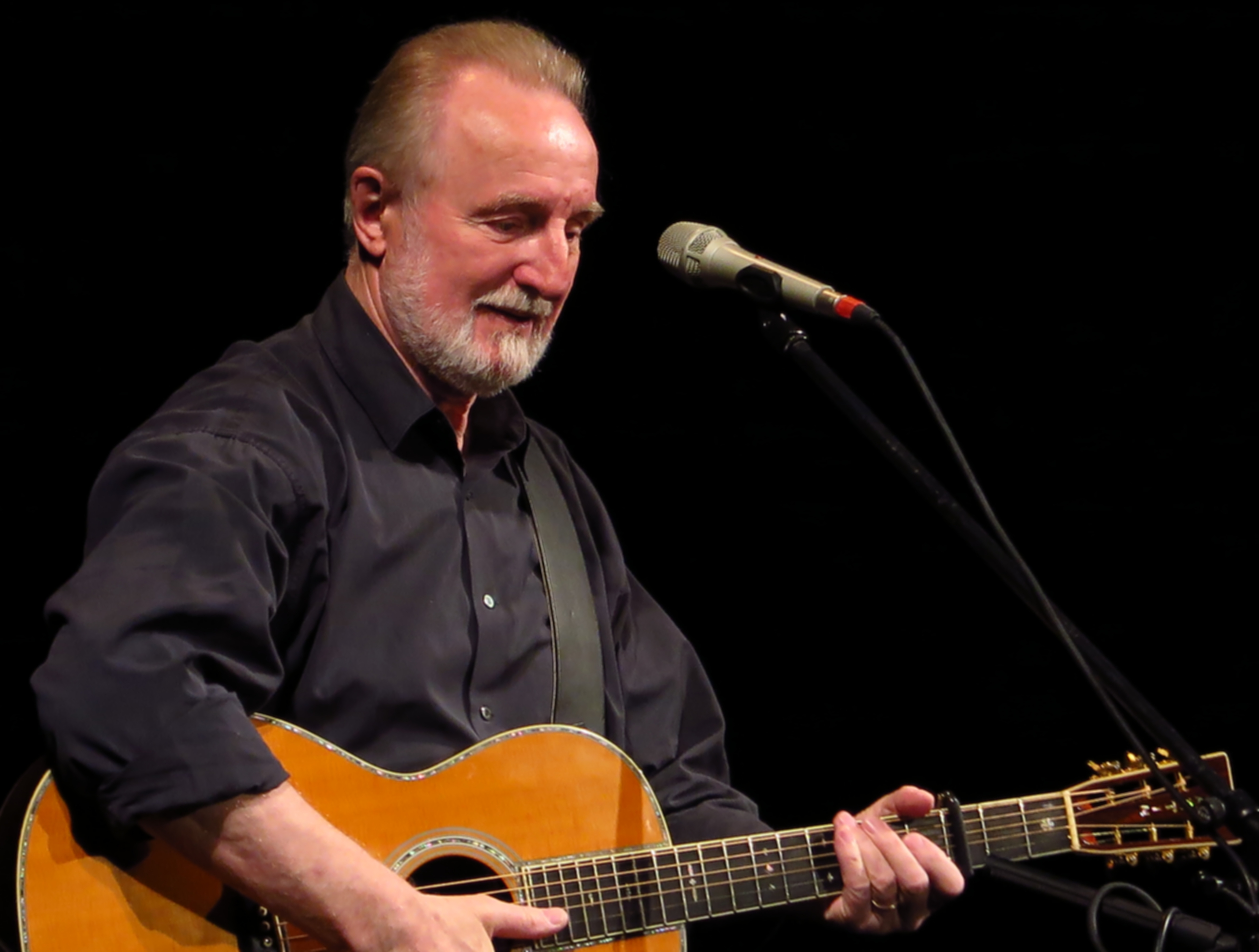
Hannes Wader 2015 im Parktheater Göggingen

Von August 2008 bis Dezember 2021 lebte Wader in Kassel. Im Sommer 2010 fand unter dem Titel Kein Ende in Sicht eine Deutschlandtournee mit Konstantin Wecker, Jo Barnikel, Nils Tuxen und Hakim Ludin statt. Die Tournee wurde im Sommer 2011 fortgesetzt. Im Mai 2011 ging Wader erstmals mit seinem englischen Freund und Kollegen Allan Taylor auf Tournee. Unter dem Titel Old Friends in Concert bestritten beide insgesamt sieben Konzerte, bei denen sie auch Lieder des anderen interpretierten.
Im Dezember 2011 verkündete Wader seine Rückkehr zum Mercury-Label von Universal Music und veröffentlichte im August 2012 mit Nah dran sein erstes Studioalbum seit sechs Jahren. Das Album erreichte in den deutschen Albumcharts Platz 18. Zuvor war Wader im Juli beim Weltmusikfestival TFF Rudolstadt für sein Lebenswerk geehrt worden. Im März 2013 wurde Wader mit dem Echo für sein Lebenswerk geehrt. Die Laudatio sprach sein Freund Reinhard Mey.
Wader begann ab 1972 jedes seiner Konzerte mit dem Titel Heute hier, morgen dort – mit Ausnahme von den zwei Jahren, in denen er Gut wieder hier zu sein als Erstes spielte.

### 2017 bis heute
Im Januar 2017 kündigte Wader auf seiner Website an, sich nach 50 Jahren im Herbst 2017 und im April 2018 mit dem Bühnenprogramm Macht’s gut! vom Tourneeleben verabschieden zu wollen. Im März 2017 gab er an, die geplante Abschiedstournee bis zum April 2018 nicht fortsetzen zu können, da er „deutlicher als zuvor“ das Älterwerden spüre und er seinen Bühnenabschied nun doch schon Ende 2017 nehmen müsse. Sein vorläufig letztes Konzert fand am 30. November 2017 im Berliner Tempodrom statt. Eine Aufzeichnung wurde 2018 unter dem Namen Macht’s gut! als Livealbum veröffentlicht.
Im Oktober 2020 erhielt Wader einen Gedenkstein im Bielefelder Stadtteil Hoberge-Uerentrup.
Im September 2021 kehrte er mit einem 90-minütigen Konzert nach vier Jahren wieder auf die Bühne zurück. In seiner Heimatstadt Bielefeld spielte er bekannte Lieder und las Texte aus seiner Autobiografie Trotz alledem, mein Leben. Ein Mitschnitt des Abends wurde 2021 als Livealbum mit dem Titel Poetenweg – Geschichten und Lieder an einem Spätsommerabend veröffentlicht. Nach der Trennung von seiner Frau zog Wader im Dezember 2021 von Kassel zurück in seine Heimatstadt Bielefeld.
Im Juni 2022 erschien zu seinem 80. Geburtstag nach sieben Jahren ein neues Studioalbum mit dem Titel Noch hier – Was ich noch singen wollte bei Stockfisch Records. Zusammen mit Reinhard Mey singt er darauf das Lied Le Temps des cerises. Die Frankfurter Allgemeine Zeitung bezeichnete das Alterswerk als „Lebens- und Werkschau“. Das Album stieg eine Woche nach Veröffentlichung auf Platz 17 der Albumcharts ein – die höchste Platzierung, die Wader mit einem Studioalbum erreicht hat. Marc Liese würdigte sein dichterisches Werk anlässlich seines 80. Geburtstages mit einer Rezitation aller Liedtexte aus Waders Feder. „Es zeigt sich, dass die Lyrik, wunderbar vorgetragen, auch ohne Musik erstaunlich gut funktioniert“, schrieb die Fachzeitschrift Folker.
Auf dem im Mai 2024 erschienenen Studioalbum Nach Haus von Reinhard Mey singen Wader und Mey im Duett das Lied Zwei Musketiere. Den Liedtext hatte Mey seinem Freund und Weggefährten Wader zu dessen 80. Geburtstag im Juni 2022 geschenkt, Wader vertonte den Text daraufhin und schenkte Mey seine Vertonung zu dessen 80. Geburtstag im Dezember 2022.

## Lieder

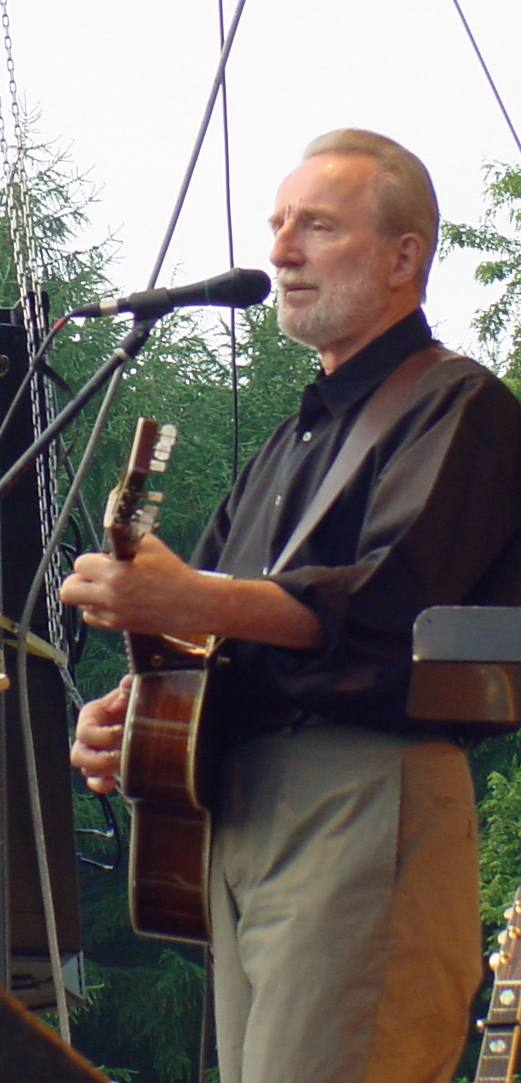
Hannes Wader, 2003

→ siehe auch Artikel Liste der Lieder von Hannes Wader

### Der Rebell
Hannes Wader hat sich gerade in den 1970er Jahren, in denen er politisch sehr aktiv war, den Ruf eines Rebellen erworben. Schon auf seinem ersten Album Hannes Wader singt… tauchten gesellschaftskritische Titel wie Frau Klotzke, Die gute Tat und Strenge Gesellen auf.
Auf seinem zweiten Album Ich hatte mir noch so viel vorgenommen sind Titel wie Charley, Steh doch auf, du armer Hund und Ich hatte mir noch so viel vorgenommen zu finden, die sich mit Außenseitern auseinandersetzen, deren Stellung in der Gesellschaft analysieren, sich aber auch kritisch mit dem Verhalten dieser Leute auseinandersetzen. Wader vertritt die These, dass das gesellschaftliche System so ist, wie es ist, weil die Menschen sich entsprechend verhalten, und nicht, dass die Menschen Opfer des Systems seien. Dies wird auch bei vielen anderen Titeln des Liedermachers deutlich, zum Beispiel bei der Arschkriecher-Ballade, die ebenfalls auf Ich hatte mir noch soviel vorgenommen zu finden ist.
Bekannt sind seine Talking-Blues-Titel wie Langeweile auf 7 Lieder (1972) und der Talking-Böser-Traum Blues auf dem Album Der Rattenfänger (1974). Das bekannteste Lied dieser Kategorie ist Der Tankerkönig, das ebenfalls auf 7 Lieder zu finden ist. Es fand in Der Putsch auf dem Album Kleines Testament eine Fortsetzung. Auch diese Titel sind als politisch und gesellschaftskritisch zu betrachten. Die Talking-Blues-Tradition schloss Wader mit Der Putsch ab. Später knüpfte er auf Nicht nur ich allein (1983) mit den Titeln Erfülltes Leben und Der Büffel, auf dem Album 10 Lieder (1995) mit Der Unsichtbare sowie zuletzt mit Wo ich herkomme noch einmal an die Talking-Blues-Tradition an.
Wader sieht aber nicht nur schwarz, sondern setzt auch auf die Hoffnung, wie es zum Beispiel in den Titeln Schon so lang und in Talking-Böser-Traum-Blues deutlich wird. In dem Titel Wir werden sehen, der auf Glut am Horizont (1985) zu finden ist, setzt sich Wader mit der Vertreibung und Vernichtung der Indianer auseinander und legt als Text eine Bearbeitung der dem Häuptling Seattle zugeschriebenen Rede zugrunde.
Weitere wichtige Titel in dieser Kategorie sind Der Rattenfänger, der sich auf dem gleichnamigen Album von 1974 befindet, und sein Lied Es ist an der Zeit, das sich zu einer Art Hymne der Friedensbewegung entwickelt hat und auf Demonstrationen gesungen wird.

### Poetisches und Politisches
Hannes Wader beherrscht neben dem deutschen Liedgut und den politisch-gesellschaftskritischen Liedern auch leisere Töne.
Der Liedermacher fällt schon auf seinem Debütalbum Hannes Wader singt… mit derartigen Titeln auf. Besonders stark in dieser Tradition sind in diesem Zusammenhang die Lieder Blumen des Armen, Ich hatte lange schon gespart und Das Loch unterm Dach (bei dem es sich um seinen ersten selbstgeschriebenen – nach eigenen Angaben im Jahr 1962 entstandenen – Titel handelt) zu sehen. Weitere lyrische Lieder sind Wieder eine Nacht aus dem Album Der Rattenfänger von 1974 und das bildhafte, poetische Schon morgen vom Album Kleines Testament von 1976. Das Lied Schlaf, Liebste, das auf den Alben Wieder unterwegs von 1979 und Liebeslieder von 1986 zu finden ist, steht ebenfalls in dieser Tradition. Der Titel Am Fluß, der auf den Alben Glut am Horizont von 1985 und Bis jetzt von 1986 zu finden ist, erschien 1998 in einer französischen Fassung als Au bord de la rivière auf dem Album Auftritt: Hannes Wader. Es wurde in den 1980er Jahren auch durch zahlreiche Fernsehauftritte bekannt, die Wader aus Anlass seines zwanzigjährigen Bühnenjubiläums absolvierte.

### Volkssänger
Spätestens seit dem Album Hannes Wader: Volkssänger von 1975 hat sich der Liedermacher auch auf diesem Gebiet bekannt gemacht. Sein populärstes Lied als Volkssänger ist der Titel Heute hier, morgen dort. Er gilt als einer der Musiker, die das Singen von Volksliedern wieder populär machten. Es war in den 1970er Jahren fast verpönt, Volkslieder zu singen, da diese mit einer ausgeprägten politisch rechten Einstellung assoziiert wurden, vor allem wegen ihrer starken ideologischen Instrumentalisierung durch das nationalsozialistische Regime.
Trotz aller Kritik daran, dass gerade der linksorientierte Hannes Wader jetzt auch Volkslieder sänge, ließ er sich nicht beirren. Es gab auch positive Resonanz und in der Liedermacherszene und Folkbewegung gab es immer mehr Gruppen und Interpreten, die den Mut hatten, die Kultur des Volksliedes zu pflegen.
Schon 1974 hatte er sich in dem Album Plattdeutsche Lieder mit niederdeutschen Volksliedern auseinandergesetzt. Neben Altüberliefertem wie Dat du min Leevsten büst und De Groffschmitt singt er dort auch mehrere Gedichtvertonungen von Klaus Groth, etwa Lütt Matten de Has, He sä mi so vel und Min Jehann.
Traditionelles Liedgut interpretierte er auch in dem Album Hannes Wader singt Arbeiterlieder von 1976, wo neben Titeln wie Bella ciao, Solidaritätslied, Die Internationale und Die Moorsoldaten auch eine aktualisierte Version mit eigenem Text von Trotz alledem zu finden ist. Überwiegend in Plattdeutsch setzt sich Hannes Wader auch mit Seemannsliedern auseinander und nahm 1978 das Album Hannes Wader singt Shanties auf. Hannes Wader singt Volkslieder knüpfte an seine Tätigkeit als Volkssänger an, der er sich überwiegend in den 1970er Jahren widmete.
Zu dieser Kategorie gehören auch seine Interpretationen von internationalen Folksongs, unter anderem von Colin Wilkie und Bob Dylan. Von Colin Wilkie sang er Lieder wie Manche Stadt, das auf drei Alben zu finden ist. Von Wilkie stammt auch Im Garten, das auf dem Album Wieder unterwegs (1979) zu finden ist. Von Bob Dylan, einem seiner großen Vorbilder, singt er in eigener Übersetzung den Titel Nachtfahrt, enthalten auf dem Album 10 Lieder (1995).
Wader trug auch zur Popularisierung des in Deutschland nur wenig bekannten schwedischen Rokoko-Komponisten Carl Michael Bellman bei. Teilweise griff er dafür auf Übersetzungen von Carl Zuckmayer zurück und arbeitete mit Reinhard Mey und Klaus Hoffmann zusammen. (Siehe unter anderem die CD Liebe, Schnaps, Tod – Wader singt Bellman.)

### Franz-Schubert-Interpretationen
Hannes Wader veröffentlichte 1997 Interpretationen von Schubert-Liedern (An dich hab ich gedacht – Wader singt Schubert). Dafür nahm er neuerlich Gesangsunterricht, wobei es nicht das Ziel war, einen klassischen Stimmklang zu erreichen. Für die Begleitung dieser musikalisch sehr anspruchsvollen Lieder gewann er Ralf Illenberger, der diese auch arrangierte. Als weiterer Musiker spielte Eberhard Weber als Bassist.

### Autobiografische Titel
Hannes Wader hat immer wieder persönliche Erfahrungen und Erlebnisse in seine Lieder einfließen lassen, so zum Beispiel im Titel Erinnerung, der sich mit seinen frühesten Kindheitserinnerungen während und kurz nach dem Zweiten Weltkrieg auseinandersetzt, oder bei der Ballade vom Fisch, die auf dem Album Es ist an der Zeit zu finden ist. Auf Wieder unterwegs ist das Lied So was gibt es noch, das seine Lehrzeit als Schaufenstergestalter satirisch beschreibt. Auf Nie mehr zurück (1991) sind die Lieder Schön ist die Jugend und Erste Liebe zu finden, die sich mit Erlebnissen und Erfahrungen in der Jugendzeit auseinandersetzen. Erwähnenswert sind noch Wenn Du meine Lieder hörst, in dem er sich mit der Kritik an seiner Musik und seinen Liedern auseinandersetzt.
In dem Lied Vaters Land setzt sich Wader sehr kritisch mit seinem Verhältnis zu seinem Heimatland Deutschland auseinander. Auf seinem 2006 veröffentlichten Album Mal angenommen befindet sich das Lied Familienerbe, das von seiner Familie und deren politischen Schwierigkeiten vom Kaiserreich bis zur Zeit des Nationalsozialismus handelt.
Wader spielt seit einigen Jahren Pétanque und nimmt an Turnieren teil. Sein Lied En rouland ma boule aus dem Jahr 2006 beschreibt seine Erfahrungen mit der Boule-Spiel Sportart und seine Erlebnisse mit den jeweiligen Mitspielern.

## Diskografie

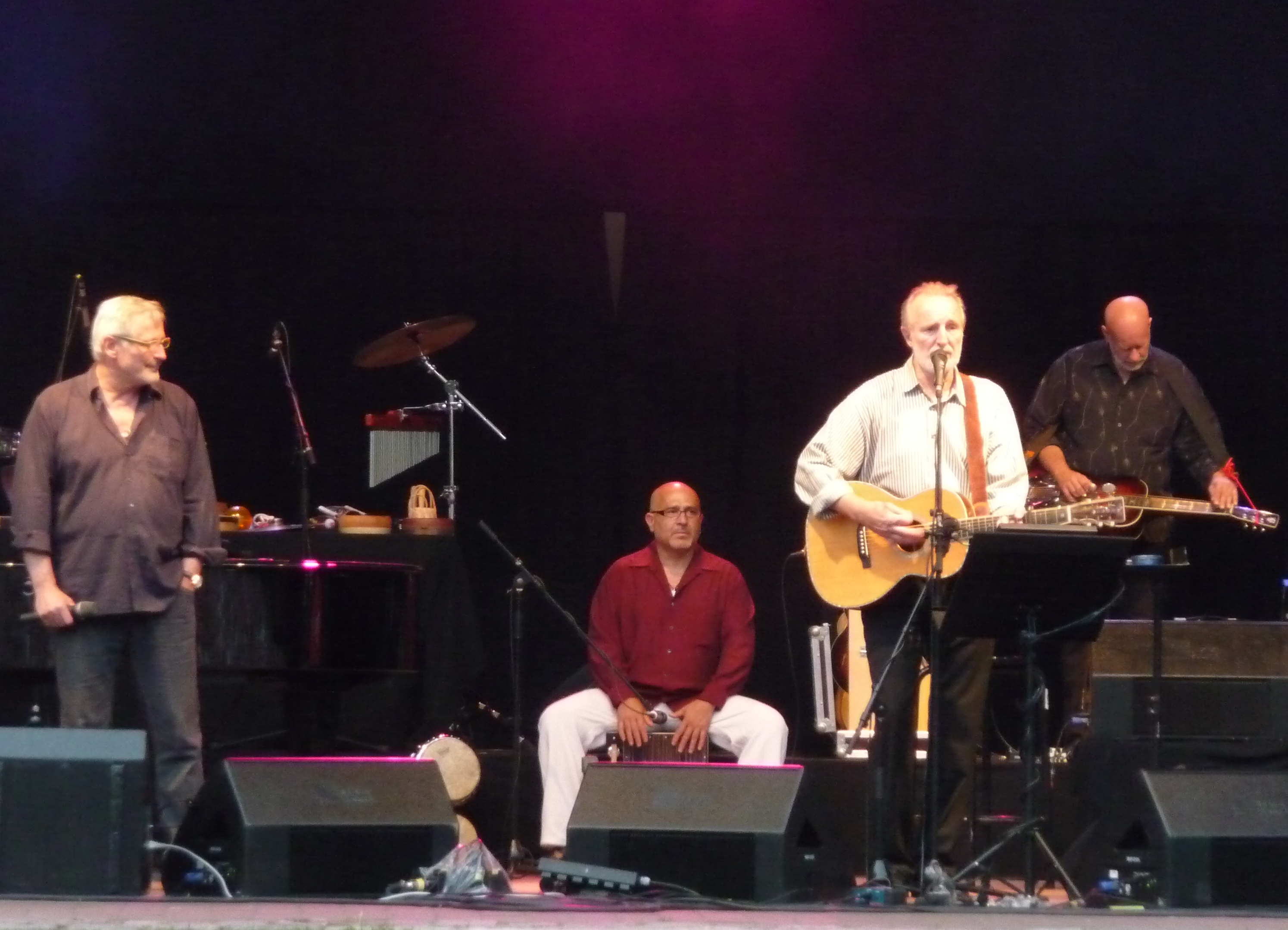
Hannes Wader (Konzert mit Konstantin Wecker „Kein Ende in Sicht“ in Hamburg im Juli 2010)

→ siehe Artikel Liste der Lieder von Hannes Wader

### Studioalben
- 1969: Hannes Wader singt … (Conträr Musik)
- 1971: Ich hatte mir noch so viel vorgenommen (Mercury)
- 1972: 7 Lieder (Mercury)
- 1974: Der Rattenfänger (Mercury)
- 1974: Plattdeutsche Lieder (Mercury)
- 1975: Hannes Wader: Volkssänger (Mercury)
- 1976: Kleines Testament (Mercury)
- 1978: Hannes Wader singt Shanties (Mercury)
- 1979: Wieder unterwegs (Pläne-ARIS)
- 1980: Es ist an der Zeit (Pläne-ARIS)
- 1983: Nicht nur ich allein (Pläne-ARIS)
- 1985: Glut am Horizont (Pläne-ARIS)
- 1986: Liebeslieder (Pläne-ARIS)
- 1989: Nach Hamburg (Mercury)
- 1990: Hannes Wader singt Volkslieder (Mercury)
- 1991: Nie mehr zurück (Mercury)
- 1995: Zehn Lieder (Pläne-ARIS)
- 1996: Liebe, Schnaps, Tod – Wader singt Bellman (mit Reinhard Mey und Klaus Hoffmann) (Pläne-ARIS)
- 1997: An dich hab ich gedacht – Wader singt Schubert (Pläne-ARIS)
- 2001: Wünsche (Pläne)
- 2004: … und es wechseln die Zeiten (Pläne-ARIS)
- 2006: Mal angenommen (Pläne-ARIS)
- 2007: Neue Bekannte (Pläne-ARIS)
- 2012: Nah dran (Mercury)
- 2015: Sing (Mercury)
- 2022: Noch hier – Was ich noch singen wollte (mit den Gastmusikern Reinhard Mey, Jens Kommnick, Ulla van Daelen, Lydie Auvray, Justin Ciuche, Martin Bärenz und Nils Tuxen)[25] (Stockfisch Records)

### Livealben
- 1977: Hannes Wader singt Arbeiterlieder (Mercury)
- 1982: Dass nichts bleibt wie es war (live) (Pläne-ARIS)
- 1987: Bis jetzt (live) (Mercury)
- 1998: Auftritt: Hannes Wader (live mit Klaus Weiland und Benjamin Huellenkremer) (Pläne-ARIS)
- 2001: Was für eine Nacht (live mit Konstantin Wecker) (Pläne)
- 2003: Mey, Wader, Wecker – das Konzert (Pläne-ARIS)
- 2010: Kein Ende in Sicht (Live-CD mit Konstantin Wecker) (Sturm & Klang)
- 2013: Old Friends in Concert (Live-CD mit Allan Taylor) (Universal Music)
- 2015: Hannes Wader Live (Live-Doppel-CD) (Universal Music)
- 2018: Macht’s gut! (Live-CD des Abschiedskonzerts vom 30. November 2017) (Universal Music)
- 2021: Poetenweg – Geschichten und Lieder an einem Spätsommerabend (Live-Mitschnitt vom ersten Auftritt nach vier Jahren Bühnenabwesenheit in Bielefeld im September 2021, Stockfisch Records)

### Sampler/Kompilationen
- 1975: Das Portrait (Kompilation) (phonogram)
- 1978: Hannes WADER (Amiga)
- 1988: Liederbuch (Kompilation) (Polydor)
- 1988: Liedermacher (Kompilation) (Mercury)
- 1992: Schon so lang „’62 – ’92“ (Kompilation) (Mercury)
- 1992: Blick zurück – Das Beste aus den 80er Jahren (Kompilation) (Pläne-ARIS)
- 1999: Der Poet (Kompilation / 2 CD) (Mercury)
- 1999: Der Rebell (Kompilation / 2 CD) (Mercury)
- 1999: Der Volkssänger (Kompilation / 2 CD) (Mercury)
- 2005: Jahr für Jahr (Pläne-ARIS)
- 2013: Trotz alledem – Lieder aus 50 Jahren 1962–2012 (Universal Music)

### Sonstiges
- 2004: Wein auf Lebenszeit – Hannes Wader liest Kurt Kusenberg (Hörbuch) (Pläne-ARIS)

## Auf Alben anderer Musiker und Kompilationen erschienene Lieder
- 1977 – Fuchs-Lied, Lied von der Freundschaft (in: Rotkäppchen von Floh de Cologne – Ein musikalisches Märchen für große und kleine Kinder)
- 1978 – Dat du min Leefste büst, Willst Du Dein Herz mir schenken, Who Will Sing for Me?, Brüder seht die rote Fahne, New National Seven, Pay Day at Coal Creek, When the Fiddler Has Played His Last Tune for the Night (in:  Friends 1)
- 1979 – Ich hab’ keine Lust (in: Krawumm oder: Es war einmal von Henning Venske)
- 1981 – Es ist ein Schnee gefallen (in: Folk Friends 2)
- 1982 – Nur für einen Tag Textmitarbeit (in: Ich will leben von Peter Maffay)
- 1996 – Manche Stadt (in: I Wish I’d Written That Song. A Tribute to Colin Wilkie.)
- 1996 – Beteiligung an: Professor Jecks Tierlieder-ABC
- 1996 – Beteiligung an: Professor Jecks Zahlen-Zirkus
- 1996 – Beteiligung an: Professor Jecks Zungenbrecher & Co
- 2002 – Komm gieß’ mein Glas noch einmal ein (in: Hommage an Reinhard Mey)
- 2004 – Heute hier, morgen dort (in: Hanns Dieter Hüschs Gesellschaftsabend – Die 2te, Aufnahme vom 30. März 1985)
- 2004 – Hoch am Himmel steht der Mond, Hör, die Hirtenflöte ruft, In dunkler Nacht (in: Singt der Nachtvogel Lieder)
- 2004 – Ein Weihnachtsgeschenk (in: Weihnachtsblues – Geschichten – Gedichte – Bluenotes)
- 2005 – Heute hier, morgen dort, Stellungnahme, Gut wieder hier zu sein, Ade zur guten Nacht (in: Leben ist Poesie – dass es noch möglich ist…)
- 2006 – Vaters Land (in: Songs an einem Sommerabend – Das Jubiläumskonzert – live)
- 2007 – Es dunkelt schon in der Heide (mit Erich Schmeckenbecher und Lothar „Black“ Lechleiter, in: Erich Schmeckenbecher 2007)
- 2010 – Du (Alte Bilder)  (in: Maurenbrecher für alle – Eine Hommage in 62 Liedern)
- 2020 – Auf eine alte Leierkastenmelodie (in: Kaléko von Dota Kehr)
- 2021 – Noch hier (in: Dass wir so lang leben dürfen – Die Lieder des Erzpoeten und Eulenspiegel Manfred Hausin)
- 2024 – Zwei Musketiere (in: Nach Haus von Reinhard Mey; Reinhard Mey und Hannes Wader im Duett)

## Schriften
- Lieder. Zweitausendeins, Frankfurt 1977.
- Trotz alledem. Mein Leben. Penguin Verlag, München 2019, ISBN 978-3-328-60049-7, als Online-Ausgabe: ISBN 978-3-641-21297-1.
- Booklet zu An dich hab ich gedacht – Wader singt Schubert, 1997.
- Hannes Wader – Liederbuch. herausgegeben von Beate Dapper, Bund-Verlag, Frankfurt 1999, ISBN 3-7663-1159-X; 3. Auflage, Liederbuch Hannes Wader. Kunterbundedition im Verlag Schott Musik International, Mainz 2004, ISBN 3-7957-5691-X
- Booklet zu Hannes Wader singt, Neuauflage 2000.
- Hannes Wader: Lieder 2000–2005. Noten und Texte. Pläne, Dortmund, 2006, ISBN 3-88569-027-6.

## Auszeichnungen
- 1974: Deutscher Kleinkunstpreis in der Kategorie Chanson
- 1975: Deutscher Schallplattenpreis
- 2012: Weltmusikpreis RUTH
- 2013: Echo in der Kategorie Lebenswerk
- 2022: Rottendorf-Preis für Verdienste um die niederdeutsche Sprache[26]
- 2023: Friedestrompreis für Verdienste in der Dialektliteratur[27]

## Dokumentarfilm
Der Dokumentarfilm Wader Wecker Vater Land von Rudi Gaul über Hannes Wader und Konstantin Wecker, die 2010 gemeinsam auf Tournee gingen, wurde beim Filmfest München 2011 mit dem Publikumspreis als beliebtester Film ausgezeichnet.